# Ревуця (округ)
О́круг Реву́ца (словац. okres Revúca) — округ (район) в Банськобистрицькому краї, Словаччина. Площа округу становить — 730,3 км², на якій проживає — 40 516 осіб (31.12.2009). Середня щільність населення становить — 55,5 осіб/км². Адміністративний центр округу — місто Ревуца, в якому проживає 12 902 жителі.

## Загальні відомості

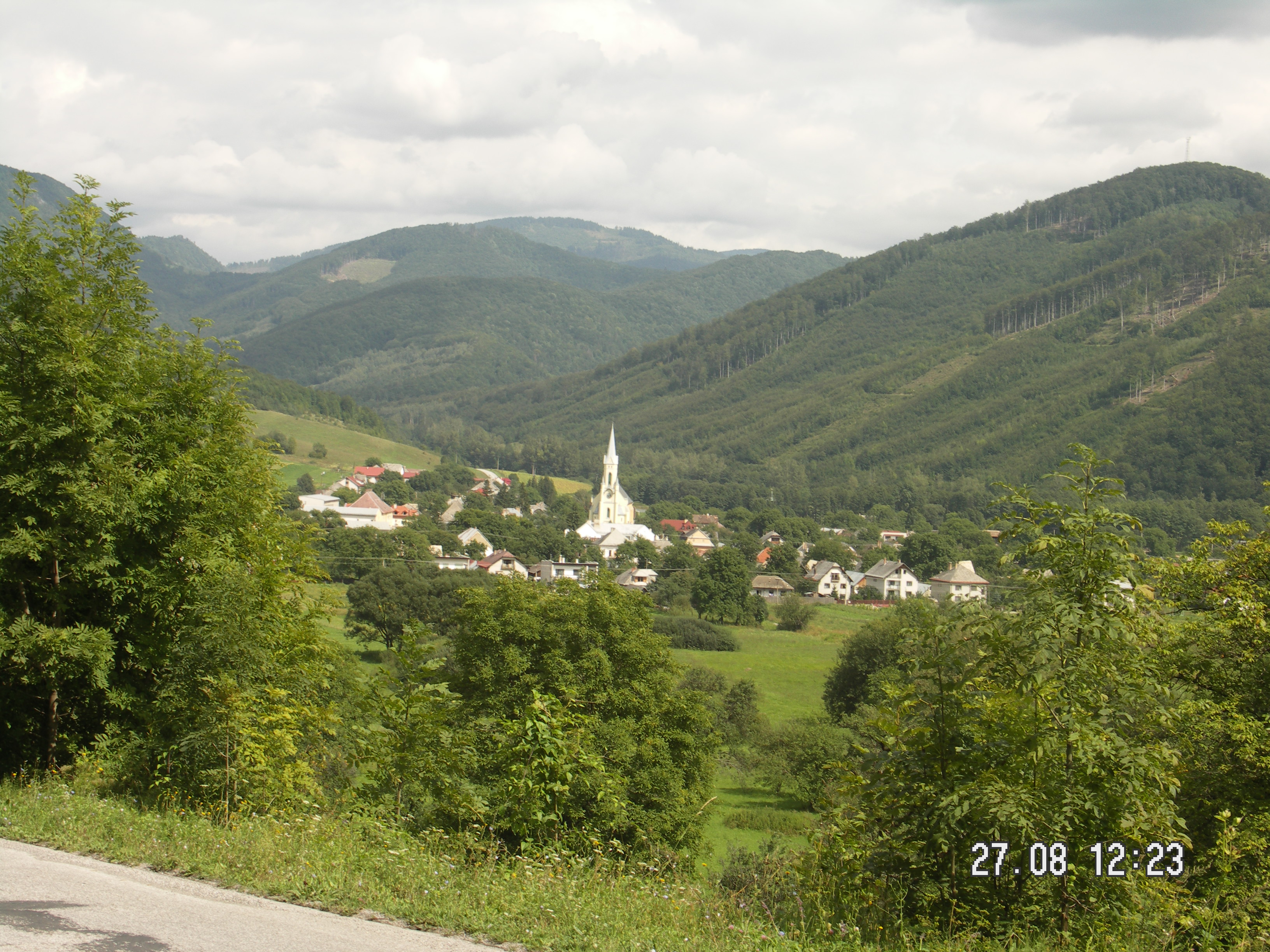
Округ Ревуца.
Вид на село Мурань

До 1918 року округ повністю входив в історичну область Угорщини графство Ґемер Малогонт.
В окрузі розвинена видобувна промисловість і переробка руд, зокрема магнезиту, є машинобудівна промисловість. А місто Ревуца — важливий промисловий центр центральної Словаччини.
13 квітня 1959 року село Мурань Ревуцької округи відвідав чеський художник Вацлав Фіала (Прага), який зробив кілька замальовок у цьому населеному пункті.

## Географія
Округ розташований у центральній частині Словаччини. Він межує з округом Рімавска Собота — на південному-заході і заході, Брезно — на півночі, Рожнява (Кошицького краю) — на північному сході і сході. На півдні, невелика ділянка кордону межує із Угорщиною. Розташовані Бодвянські пагорби; Єлшавський Карст і Конярська полонина.

## Статистичні дані

### Населення
| Рік:            | 1994.  | 2004.   | 2014.   | 2024.   |
| --------------- | ------ | ------- | ------- | ------- |
| Кількість осіб: | 40 982 | 40 699  | 40 205  | 37 676  |
| Різниця:        |        | -0,69 % | -1,21 % | -6,29 % |

| Рік:            | 2023.  | 2024.   |
| --------------- | ------ | ------- |
| Кількість осіб: | 37 816 | 37 676  |
| Різниця:        |        | -0,37 % |

### Національний склад:
- словаки — 69,4 %
- угорці — 22,0 %
- цигани — 6,8 %
- чехи — 0,6 %
- інші національності — 1,2 %

### Конфесійний склад:
- католики — 43,1 %
- лютерани — 18,4 %
- реформати — 6,6 %
- свідки Єгови — 1,5 %
- греко-католики — 1,0 %
- інші релігії та атеїсти  — 29,4 %

## Адміністративний поділ
Округ складається з 39 сільських і 3 міських (в таблиці виділені жирним шрифтом)громад (obec).
| Назва               | Словацька          | Угорська        | Населення | Площа, км² | LAU-код (статистика) |
| ------------------- | ------------------ | --------------- | --------- | ---------- | -------------------- |
| Вишньове            | Višňové            | Kisvisnyó       | 70        | 8,27       | 515761 (statdat)     |
| Гемерська Вес       | Gemerská Ves       | Gömörfalva      | 990       | 17,71      | 514756 (statdat)     |
| Гемерськи Сад       | Gemerský Sad       | Gömörliget      | 304       | 12,18      | 525685 (statdat)     |
| Грліца              | Hrlica             | Gerlice         | 77        | 5,49       | 514896 (statdat)     |
| Гуцін               | Hucín              | Gice            | 934       | 12,56      | 525766 (statdat)     |
| Ґемер               | Gemer              | Sajógömör       | 887       | 17,97      | 514721 (statdat)     |
| Ґемерске Тепліце    | Gemerské Teplice   | Jolsvatapolca   | 282       | 12,72      | 525677 (statdat)     |
| Држковце            | Držkovce           | Deresk          | 582       | 20,69      | 514675 (statdat)     |
| Єлшава              | Jelšava            | Jolsva          | 3216      | 46,8       | 525791 (statdat)     |
| Жьяр                | Žiar               | Zsór            | 137       | 5          | 515833 (statdat)     |
| Каменяни            | Kameňany           | Kövi            | 880       | 31,34      | 525812 (statdat)     |
| Леваре              | Leváre             | Lévárt          | 86        | 7,46       | 515574 (statdat)     |
| Левкушка            | Levkuška           | Lőkös           | 242       | 3,63       | 515159 (statdat)     |
| Лубенік             | Lubeník            | Lubény          | 1313      | 5,81       | 525928 (statdat)     |
| Ліцінце             | Licince            | Lice            | 780       | 18,28      | 525901 (statdat)     |
| Магнезітовце        | Magnezitovce       | Baráttelke      | 475       | 15,18      | 525944 (statdat)     |
| Мокра Лука          | Mokrá Lúka         | Vizesrét        | 515       | 15,21      | 580384 (statdat)     |
| Муранська Гута      | Muránska Huta      | Murányhuta      | 192       | 8,46       | 526002 (statdat)     |
| Муранська Здихава   | Muránska Zdychava  | Kakasalja       | 248       | 28,58      | 526029 (statdat)     |
| Муранська Легота    | Muránska Lehota    | Murányszabadi   | 204       | 7,86       | 526011 (statdat)     |
| Муранська Длга Лука | Muránska Dlhá Lúka | Murányhosszúrét | 904       | 18,65      | 525995 (statdat)     |
| Мурань              | Muráň              | Murányalja      | 1229      | 103,15379  | 525987 (statdat)     |
| Нандраж             | Nandraž            | Nandrás         | 280       | 10,61      | 526037 (statdat)     |
| Отрочок             | Otročok            | Otrokocs        | 320       | 5,384      | 515256 (statdat)     |
| Плоске              | Ploské             | Poloszkó        | 68        | 7,26       | 515302 (statdat)     |
| Поліна              | Polina             | Alsófalu        | 111       | 9,0926     | 515311 (statdat)     |
| Приградзани         | Prihradzany        | Kisperlász      | 81        | 4,55       | 526100 (statdat)     |
| Ракош               | Rákoš              | Gömörrákos      | 424       | 13,03      | 526118 (statdat)     |
| Раткова             | Ratková            | Ratkó           | 613       | 12,71      | 515370 (statdat)     |
| Ратковське Бистре   | Ratkovské Bystré   | Ratkósebes      | 338       | 27,41      | 515400 (statdat)     |
| Рашіце              | Rašice             | Felsőrás        | 122       | 9,11       | 515361 (statdat)     |
| Ревуца              | Revúca             | Nagyrőce        | 12249     | 38,87      | 526142 (statdat)     |
| Ревуцька Легота     | Revúcka Lehota     | Lehelfalva      | 306       | 6,83       | 526151 (statdat)     |
| Рибнік              | Rybník             | Újvásár         | 161       | 16,94      | 515507 (statdat)     |
| Саса                | Sása               | Szásza          | 206       | 4,61       | 557820 (statdat)     |
| Скерешово           | Skerešovo          | Szkáros         | 229       | 12,91      | 515523 (statdat)     |
| Сірк                | Sirk               | Szirk           | 1254      | 18,35      | 526258 (statdat)     |
| Торналя             | Tornaľa            | Tornalja        | 7252      | 57,768     | 515612 (statdat)     |
| Турчок              | Turčok             | Turcsok         | 295       | 14,78      | 526321 (statdat)     |
| Хвалова             | Chvalová           | Felsőfalu       | 201       | 9,29       | 514977 (statdat)     |
| Хижне               | Chyžné             | Hizsnyó         | 436       | 19,55      | 525774 (statdat)     |
| Шіветиці            | Šivetice           | Süvete          | 379       | 8,26       | 526304 (statdat)     |

- Чисельність населення за оцінкою на 31 грудня 2017 року.

## Визначні особистості
- Рудольф Вієст (* 24 вересня 1890, Ревуца — † 1945, Флоссенбюрґ, Німеччина) — Словацький дивізійний генерал, командир повстанської армії в Словаччині під час Словацького національного повстання.
- Люба Горновеска (* 16 липня 1926, Ревуца — † 11 березня 1987, Братислава) — журналістка і публіцист.
- Самуїл Рейсс (* 8 вересня 1783, Словенська Лупча — † 22 грудня 1852 Ревуца) — Протестантський священик, фольклорист, етнограф, історик, в 1822 році заснував першу бібліотеку в Ревуца.
- Франтішек Гайний (* 25 червня 1901, Ратай, Чехія — † 29 січня 1972, Ревуца) — чеський ентомолог, державний службовець.